# Greatest Hits (album de Shania Twain)
Pour les articles homonymes, voir Greatest Hits.
 (août 2008).
Si vous disposez d'ouvrages ou d'articles de référence ou si vous connaissez des sites web de qualité traitant du thème abordé ici, merci de compléter l'article en donnant les références utiles à sa vérifiabilité et en les liant à la section « Notes et références ».
Albums de Shania Twain
 Up!
Greatest Hits est la première compilation de Shania Twain. Après plusieurs numéro un sur les palmarès, Shania décide de sortir sa compilation avec aussi des nouveaux enregistrements, comme Party for two

## Vente de l'album
À sa sortie, la compilation se vend la première semaine à 800 000 exemplaires, dont 530 000 aux États-Unis. Il se vendra 7 millions d'albums dans le monde, dont 4 millions aux États-Unis.

## Chansons de l'album
| 1.  | Forever and for Always (Red Radio Edit)                             | 4:03 |
| 2.  | I'm Gonna Getcha Good! (Red Radio Edit)                             | 4:02 |
| 3.  | Up! (Red Album Version)                                             | 2:53 |
| 4.  | Ka-Ching! (Red Album Version)                                       | 3:20 |
| 5.  | Come on Over                                                        | 2:54 |
| 6.  | Man! I Feel Like a Woman! (International Version)                   | 3:53 |
| 7.  | That Don't Impress Me Much (Pop Radio Version)                      | 4:27 |
| 8.  | From This Moment On (International Version)                         | 3:55 |
| 9.  | Honey, I'm Home                                                     | 3:36 |
| 10. | You're Still the One (Radio Edit w/o Intro)                         | 3:14 |
| 11. | Don't Be Stupid (You Know I Love You)                               | 3:34 |
| 12. | Love Gets Me Every Time                                             | 3:33 |
| 13. | No One Needs to Know                                                | 3:03 |
| 14. | You Win My Love (Radio Edit)                                        | 3:45 |
| 15. | (If You're Not in It for Love) I'm Outta Here! (Radio Edit Version) | 3:48 |
| 16. | The Woman in Me (Needs the Man in You) (Radio Edit)                 | 3:57 |
| 17. | Any Man of Mine                                                     | 4:06 |
| 18. | Whose Bed Have Your Boots Been Under? (Radio Edit)                  | 3:58 |
| 19. | Party for Two (featuring Mark McGrath, Pop Version)                 | 3:31 |
| 20. | Don't!                                                              | 3:55 |
| 21. | I Ain't No Quitter                                                  | 3:30 |

## Charts mondiaux
| Pays              | Meilleure position | Certification | Vente     |
| ----------------- | ------------------ | ------------- | --------- |
| Australie         | 10                 | Platine       | 70 000    |
| Autriche          | 4                  | Or            | 15 000    |
| Belgique Flandres | 18                 |               |           |
| Belgique Wallonie | 26                 |               |           |
| Brésil            | -                  | Or            | 50 000    |
| Canada            | 1                  | 6x Platine    | 600 000   |
| Danemark          | 14                 | Or            | 25 000    |
| Estonie           | 6                  |               |           |
| Allemagne         | 3                  |               |           |
| Hongrie           | 24                 |               |           |
| Irlande           | 6                  | 3x Platine    | 45 000    |
| Japon             | 33                 | Or            | 100 000   |
| Pays-Bas          | 14                 |               |           |
| Nouvelle-Zélande  | 10                 | Platine       | 15 000    |
| Norvège           | 14                 |               |           |
| Portugal          | 14                 | Argent        | 10 000    |
| Espagne           | 26                 |               |           |
| Suède             | 14                 |               |           |
| Suisse            | 4                  | Platine       | 40 000    |
| Royaume-Uni       | 6                  | 2x Platine    | 600 000   |
| États-Unis        | 2                  | 4x Platine    | 4 000 000 |